# Laura d'Este
Laura d'Este (em italiano:  Maria Laura d'Este; Ferrara, 24 de março de 1590 ou 1594 – Mirandola, 14 de novembro de 1630) era uma nobre italiana, membro da Casa de Este e que, por casamento, foi duquesa consorte de Mirandola e marquesa consorte de Concordia.

## Biografia
Laura era filha de César d'Este, duque de Módena e Reggio de 1597 a 1628, e de Virgínia de Médici.

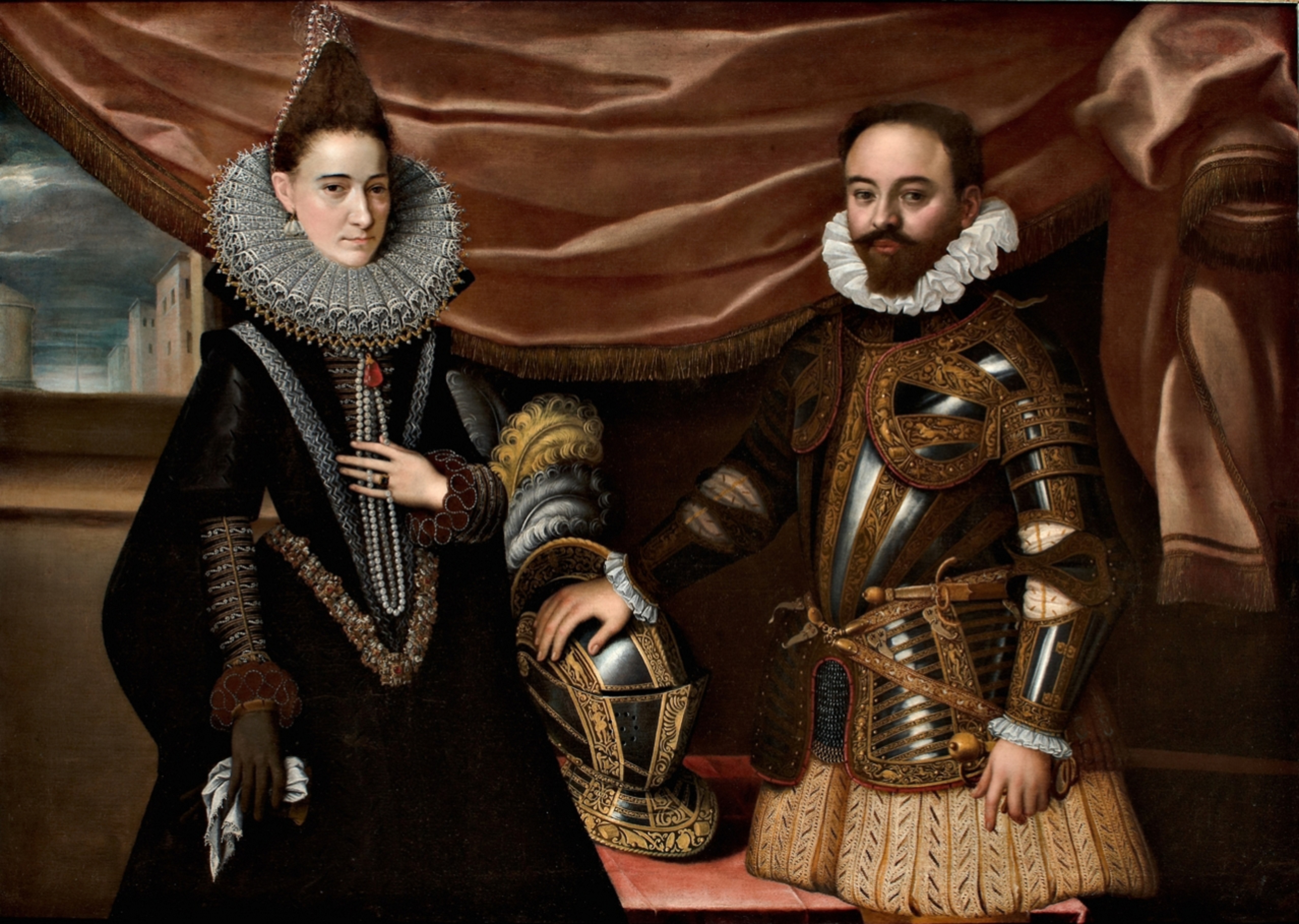
Alexandre I Pico della Mirandola com a mulher Laura d'Este, por Sante Peranda.

Muito jovem é dada em casamento a Alexandre I Pico della Mirandola, tendo casado em Módena a 25 de fevereiro de 1604, durante o carnaval. Segundo outras fontes o funeral teria ocorrido em 1607). Por este matrimónio, torna-se Princesa de Mirandola e marquesa de Concordia, título que, em 1619, é elevado a Duquesa de Mirandola e Marquesa de Concórdia.
Tal como sua mãe, Virgínia de Médici, Laura d'Este sofre de epilepsia pelo que diversos médicos da corte tentam curá-la com banhos gelados, purgas e sangrias com sanguessugas. Após o nascimento da sua primeira filha, Fúlvia (15 de setembro de 1607), a saúde mental de Laura piora significativamente, passando a viver isolada na casa de campo da família Pico. Em 1611, com o nascimento da segunda filha, as crises epiléticas continuam e os médicos limitavam-se a diagnosticar que a doença era causada pelo demónio, pelo que foram chamados numerosos exorcistas e prelados. 
Entretanto, Alexandre I consegue legitimar o seu filho natural Galeotto, nascido em 1603 da amante ferrarese Leonor Signi, adotando-o e em 1619, através do pagamento de uma soma de 100.000 florins, obtém um decreto imperial que autorizava a sucessão e lhe elevava o título para Duque de Mirandola.
Após três anos de tratamento pelo carmelita espanhol Domenico Gesù Maria, tem uma leve melhoria, a ponto de acompanhar uma sobrinha numa viagem a Espanha embora, depois, tenha tido uma recaída. Em 1624, com a chegada de um outro exorcista, o eremita camaldolense don Paolo, a saúde de Laura melhora significativamente e após um ano consegue, finalmente, ter uma vida pública junto ao seu consorte Alexandre I. 
Laura morre com apenas 40 anos vítima da peste, sem conseguir dar ao ducado de Mirandola o ambicionado herdeiro masculino, embora tenha gerado sete ou oito filhas femininas. A 14 de novembro de 1630 é sepultada na igreja de S. Francisco, em Mirandola, numa cerimónia solene . Próximo a Laura, viria a ser sepultado o seu consorte Alexandro I (morto a 2 de dezembro de 1637), aguardando a conclusão da Igreja de Jesus (chiesa del Gesù), em Mirandola. Contudo, os féretros dos primeiros duques nunca mais foram transladados.

## Descendência[10]
O casamento de Laura com Alexandre I Pico, ocorrido em 1607, originou apenas descendência feminina.  tendo o casal tido oito meninas:
1. Fúlvia (Fulvia) (1607-1679), que casou com Alberico II Cybo, Duque de Massa e Príncipe de Carrara;
2. Júlia (Giulia) (1611-1647), que casou com Francesco Maria Cesi, Duque de Ceri e Salce;
3. Maria (Maria) (1613-1682), destinada pelo pai à tutela do sobrinho, Alexandre II;
4. ? (morta à nascença em 1616);
5. Catarina (Caterina) (1620-1671)[12];